# Ashton (Zuid-Afrika)

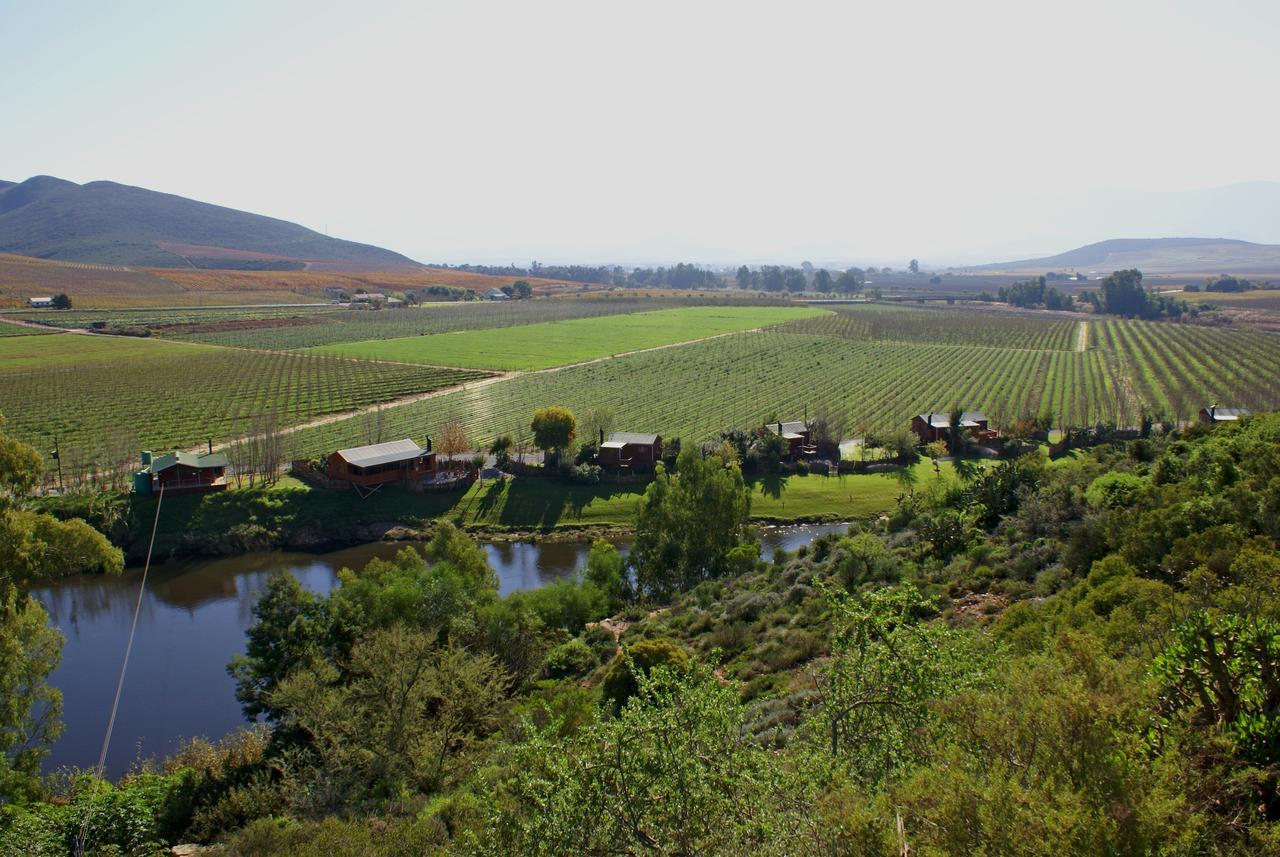
De weg van Ashton naar Bonnievale

Asthon (Nederlands, verouderd: Roodewal) is een dorp met 7727 inwoners, in de Zuid-Afrikaanse provincie West-Kaap. Asthon behoort tot de gemeente Langeberg dat onderdeel van het district Kaapse Wynland is.

## Subplaatsen
Het nationaal instituut voor de statistiek, Stats SA, deelt sinds de census 2011 deze hoofdplaats in in zogenaamde subplaatsen (sub place), c.q. slechts één subplaats:
Ashton SP.